# Steve Kornicki
Steve Kornicki (* 1968) ist ein US-amerikanischer Komponist und Musikproduzent.
Steve Kornicki studierte von 1984 bis 1989 an der Philadelphia's Settlement Music School Komposition und Musiktheorie bei Jeffrey Mumford und Gitarre bei William Peters. Von 1989 bis 1995 war er Verwaltungsassistent, technischer und musikalischer Berater beim Kardon Institute for Arts Therapy. Daneben wirkte er von 1988 bis 1990 als Bibliothekar und Kurator der Sol Schoenbach Library of Bassoon Music. Seit 1991 betreibt er den Musikverlag Fragmented View Music und ein digitales Musikproduktionsstudio.
Von 2000 bis 2003 lebte er als Komponist in Los Angeles, wo er mit Musikern der California State University zusammenarbeitete. Er komponierte Orchesterwerke und Kammermusik, elektroakustische Musik und Musik für Filme, Fernsehen, Videos, Tanz- und Theaterproduktionen. Eine Aufnahme seiner Orchesterstückes Morning Star Rising mit dem Kiewer Sinfonieorchester erschien 2005 bei ERM Media.

## Werke
- Tempo Distortion für Orchester oder kammermusikalische/elektronische Besetzung, 2006–07
- Horizontal Colors für Orchester oder kammermusikalische/chorische Besetzung, 2004–07
- Trio für Flöte, Cello und Klavier, 2003
- String Motion für Streichquartett, 2003
- Xylo Motion für Xylophon und elektronische Klänge, 2002–03
- Morning Star Rising für Orchester, 2002
- Synchronous Monumentum for David Gerhart für Vibraphon und elektronische Klänge, 2002
- Echoes of Emergence für Perkussionsensemble, 2001, oder Orchester, 2001–03
- Parallel Music für Vibraphon, Marimba und elektronische Klänge, 2001
- Variations and Dances für Instrumentalensemble, 2000
- Poly Music für Instrumentalensemble und elektronische Klänge, 2000
- Passages through Harmonic Realms für Trompete und elektronische Klänge, 1992
- Music for solo Guitar, 1990–91
- Tonal Correlations für Instrumente und elektronische Klänge, 1990–91
- And she spoke of another Time für vier Violinen, 1988–90
- Chamber Music for Flute and Cello, 1986–87